# Harald Høffding
Harald Høffding (Copenhague, 11 de marzo de 1843 - Copenhague, 2 de julio de 1931) fue un filósofo danés.

## Biografía
Estudió filosofía y teología y obtuvo el doctorado el 1870 con la tesis Den antike Opfattelse af Menneskets Villie (La concepción entre los antiguos de la voluntad del hombre). En 1880 fue nombrado profesor extraordinario y en 1883 profesor ordinario de filosofía en la Universidad de Copenhague, de la cual fue rector el curso 1902-03.
En su obra fue influido por Søren Kierkegaard pero se decantó después por el positivismo. Fue un autor muy prolífico con numerosos libros y artículos; también sobre ética, psicología, filosofía de la religión. Entre ellos, también publicó estudios sobre otros autores como Kierkegaard, Rousseau, Bergson (que le respondió con una carta) o Spinoza.
Su obra fue traducida al alemán y el inglés, difundiéndose por Europa. Entre los libros más conocidos está la historia de la filosofía Den nyere Filosofes Historie.

## Publicaciones
- Den engelske Filosofi i vor Tid (1874)
- Etik.  En Fremstilling af de etiske Principper og deres Anvendelse på de vigtige Livsforhold (1876)
- Psychologi i Omrids paa Grundlag af Erfaring (ed. 1892)
- Psykologiske Undersøgelser (1889)
- Charles Darwin (1889)
- Kontinuiteten i Kants filosofiske Udviklingsgang (1893)
- Det psykologiske Grundlag for logiske Domme (1899)
- Religionsfilosofi (1901)
- Rousseau und seine Philosophie (1901)
- Mindre Arbejder (1899)
- Henri Bergson's Filosofi (1914)
- Totalitet som Kategori (1917)
- Spinoza's Ethica. Analyse og Karakteristik (1918)
- Ledende Tanker i det nittende Aarhundrede (1920)
- Den store Humor (1923)